# 论产生和毁灭
《论产生和毁灭》也叫《论生灭》（英語：Generation and Corruption），是亚里士多德的一部论文集。像其他亚里士多德的文献一样，《论生灭》当中包含了科学和哲学的内容，然而，当时的科学不一定等同于现代的科学，而起其哲学部分本质上是经验主义的，这是因为在亚里士多德的所有作品中，对于无法经历和无法观察的结论的产生都是基于观察和现实经验的。

## 書目

### 版本
目前最好的版本是：
- Marwan Rashed， Aristote. De la géneration et la corruption. Nouvelle édition. Les Belles Lettres，巴黎2005版.